# Wilmington, Delaware
Wilmington este sediul comitatului New Castle și orașul cel mai populat al statului Delaware al Statelor Unite ale Americii.

## Personalități născute aici
- Thomas F. Bayard (1828 - 1898), politician;
- Steve Gregg (1955 - 2024), înotător olimpic;
- Elisabeth Shue (n. 1963), actriță, producătoare de film, cântăreață.

1. ↑   https://www.wilmingtonde.gov/Home/Components/News/News/7192/225?backlist=%2fgovernment%2fmayor, accesat în 12 ianuarie 2025 Lipsește sau este vid: |title= (ajutor)
2. ↑  Recensământul Statelor Unite ale Americii din 2010, accesat în 9 iulie 2020